# Europejska Agencja Leków
Europejska Agencja Leków (ang. European Medicines Agency, EMA), poprzednia nazwa: Europejska Agencja Oceny Produktów Leczniczych – agencja Unii Europejskiej z siedzibą w Amsterdamie.

## Opis
Została utworzona w 1993 roku na mocy rozporządzenia Rady (EWG) nr 2309/93, zastąpionego w 2004 rozporządzeniem 726/2004/WE. Agencja zapewnia koordynację oceny i nadzoru produktów leczniczych stosowanych u ludzi i do celów weterynaryjnych na całym terytorium Unii Europejskiej.
Agencja rozpoczęła działalność w 1995 roku wraz z wprowadzeniem europejskiego systemu wydawania licencji dla produktów leczniczych, obejmującego procedurę scentralizowaną i wzajemnego uznawania. W ramach procedury scentralizowanej firmy składają do EMA pojedynczy wniosek o licencję handlową. Komitet ds. Produktów Leczniczych Stosowanych u Ludzi lub Komitet ds. Weterynaryjnych Produktów Leczniczych dokonuje oceny wniosku. Jeśli komitet stwierdzi, że jakość, bezpieczeństwo i skuteczność danego produktu leczniczego zostały dostatecznie potwierdzone, wydaje pozytywną opinię. Opinia przekazywana jest do agencji w celu przyznania licencji handlowej ważnej na całym terytorium Unii Europejskiej.
Od 2001 roku w obrębie agencji działa również Komitet ds. Sierocych Produktów Leczniczych, który rozpatruje wnioski osób lub firm rozwijających produkty lecznicze przeznaczone do leczenia chorób rzadkich (tzw. leki sieroce). W 2004 roku powołano również Komitet ds. Ziołowych Produktów Leczniczych w celu wydawania opinii dotyczących tradycyjnych leków ziołowych. W 2007 roku utworzono Komitet Pediatryczny, który opiniuje produkty lecznicze przeznaczone dla dzieci do 17 roku życia.
Do 2019 siedzibą agencji był Londyn. W związku z opuszczeniem przez Wielką Brytanię Unii Europejskiej, w listopadzie 2017 pozostałe 27 państw członkowskich wybrało Amsterdam jako nową siedzibę agencji. Realokacja zakończyła się w styczniu 2019, Amsterdam stał się oficjalną siedzibą EMA od 4 marca 2019.